# 대한민국 크리켓 국가대표팀

대한민국의 국기

대한민국 크리켓 국가대표팀은 대한민국을 대표하는 크리켓 국가대표팀이다. 대한크리켓협회가 관리를 맡고 있으며 현재 국제 크리켓 평의회(ICC)의 준회원이다. 대한민국은 2001년에 ICC에 가입했고 2002년에 ICC 동아시아-태평양 8개국 대회에 참가하여 일본을 상대로 첫 국제 경기를 가졌다.
현재 T20 형식 대회에만 참가할 수 있는 대한민국은 아시안 게임 크리켓에 1회 참가했으며 지역 대회 중 하나인 T20 동아시아컵에서 1회 우승을 달성했다.

## 대회 성적

### 크리켓 월드컵
- 참가 자격 없음

### 아시안 게임
- 2010: 불참
- 2014 : 8강
- 2022: 불참